# إغريمة الجنوب
غريميا الجنوب (الاسم العلمي: Grimmia australis) هي نوع من النباتات تتبع جنس الغريميا من الفصيلة الغريمية.